# Мотобол

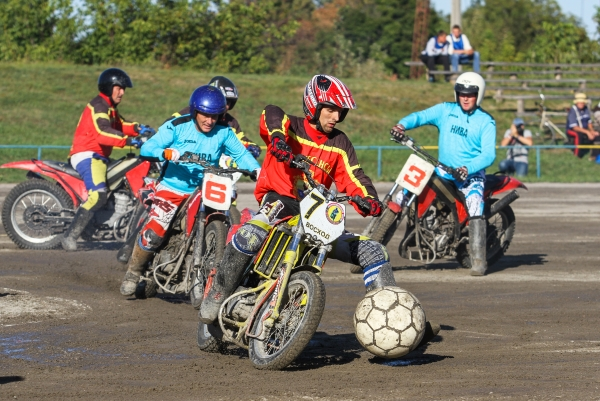
Матч чемпіонату України (Полтавська область, 2016 рік)

Мотобол — один із видів мотоспорту (своєрідний футбол на мотоциклах).
Мотобол — винятково європейський вид спорту. Нині мотобольні змагання проводяться у Франції, Німеччині, Нідерландах, Білорусі, Литві, Україні та Росії. Хоча ще декілька років тому були спроби відродити мотобол у Латвії.
Головним мотобольним змаганням є чемпіонати Європи, що проводяться щорічно. Клубних змагань на Європейському рівні, не дивлячись на всі плани їх проводити, не відбувається.

## Правила
Гра проводиться на полі розміром з футбольне, яке, однак, має невеликі відмінності у вигляді: відсутнє центральне коло, воротарський майданчик має форму півкола. Покриття поля зазвичай не ґрунтове, а гареве або асфальтове. Асфальт трохи посипають піском для поліпшення маневреності мотоцикла. Грають м'ячем, розміри якого значно більші за футбольний. У кожній команді 5 гравців — воротар та 4 польових гравці на мотоциклах.
Мотобольний мотоцикл мало відрізняється від звичайного кросового мотоцикла. Зміни стосуються лише важелів управління (оскільки одна нога мотоболіста зайнята м'ячем) і установки на переднє колесо дуг для ведення м'яча.

## В Україні
Збірна України — останніми роками дуже рідко виступає на чемпіонатах Європи. Найвище досягнення - бронзові нагороди збірною під керівництвом Юрія Лапшина. Після російської агресії 2014 року мотобольні клуби (Антрацит та Союз-3), що лишилися на території ОРДО,  перестали брати участь у розіграшу Кубка та чемпіонаті України.

### Чемпіонати України
| № | Команда                   | І  | РМ    | О  |
| - | ------------------------- | -- | ----- | -- |
| 1 | «Восход» (Вознесенськ)    | 16 | 36:12 | 46 |
| 2 | «Антрацит» (Кіровське)    | 16 | 26:14 | 27 |
| 3 | «Колос» (Стовбина Долина) | 16 | 33:29 | 15 |
| 4 | «Союз-3» (Єнакієве)       | 16 | 6:10  | 13 |
| 5 | «Нива» (Вишняки)          | 16 | 9:42  | 6  |

| № | Команда                           | І | РМ    | О  |
| - | --------------------------------- | - | ----- | -- |
| 1 | «Восход» (Вознесенськ)            | 6 | 35:6  | 18 |
| 2 | «Нива» (Вишняки)                  | 6 | 19:12 | 10 |
| 3 | «Колос» (Нові Санжари)            | 5 | 11:13 | 5  |
| 5 | «Союз-3» (Єнакієве)               | 1 | 1:0   | 3  |
| 5 | «Поділля» (Кам'янець-Подільський) | 6 | 7:41  | 1  |
| 6 | «Антрацит» (Кіровське)            | 1 | 0:1   | 0  |

Учасники чемпіонату України 2014—2015
1. «Восход» (Вознесенськ)
2. «Дружба» (Мачухи)
3. «Колос» (Нові Санжари)
4. «Нива» (Вишняки)
5. «Поділля» (Кам'янець-Подільський)

| № | Команда                           | І | В | Н | П | РМ    | О  |
| - | --------------------------------- | - | - | - | - | ----- | -- |
| 1 | «Нива» (Вишняки)                  | 8 | 7 | 1 | 0 | 39-7  | 22 |
| 2 | «Восход» (Вознесенськ)            | 8 | 6 | 0 | 2 | 40-16 | 18 |
| 3 | «Дружба» (Мачухи)                 | 8 | 3 | 2 | 3 | 23-20 | 11 |
| 4 | «Колос» (Нові Санжари)            | 8 | 2 | 0 | 5 | 12-25 | 6  |
| 5 | «Поділля» (Кам'янець-Подільський) | 8 | 0 | 1 | 7 | 8-54  | 1  |

| № | Команда                           | І | В | Н | П | РМ    | О  |
| - | --------------------------------- | - | - | - | - | ----- | -- |
| 1 | «Нива» (Вишняки)                  | 8 | 7 | 0 | 1 | 39-10 | 21 |
| 2 | «Восход» (Вознесенськ)            | 8 | 7 | 0 | 1 | 44-17 | 21 |
| 3 | «Дружба» (Мачухи)                 | 8 | 4 | 0 | 4 | 23-21 | 9  |
| 4 | «Колос» (Нові Санжари)            | 8 | 1 | 0 | 7 | 17-37 | 3  |
| 5 | «Поділля» (Кам'янець-Подільський) | 8 | 1 | 0 | 7 | 10-48 | 3  |

| № | Команда                                 | І | В | Н | П | РМ    | О  |
| - | --------------------------------------- | - | - | - | - | ----- | -- |
| 1 | «Нива» (Вишняки)                        | 8 | 6 | 1 | 1 | 29-9  | 19 |
| 2 | «Дружба» (Мачухи)                       | 8 | 4 | 2 | 2 | 23-13 | 14 |
| 3 | «Восход» (Вознесенськ)                  | 8 | 4 | 1 | 3 | 30-23 | 13 |
| 4 | «Колос» (Нові Санжари)                  | 8 | 2 | 3 | 3 | 18-20 | 9  |
| 5 | «Поділля-Мотор» (Кам'янець-Подільський) | 8 | 0 | 1 | 7 | 11-46 | 1  |

| № | Команда                                 | І | В | Н | П | РМ    | О  |
| - | --------------------------------------- | - | - | - | - | ----- | -- |
| 1 | «Нива» (Вишняки)                        | 8 | 6 | 0 | 2 | 40-21 | 18 |
| 2 | «Восход» (Вознесенськ)                  | 8 | 5 | 1 | 2 | 36-21 | 16 |
| 3 | «Дружба» (Мачухи)                       | 8 | 5 | 1 | 2 | 24-16 | 16 |
| 4 | «Колос» (Стовбина Долина)               | 8 | 3 | 0 | 5 | 14:24 | 9  |
| 5 | «Поділля-Мотор» (Кам'янець-Подільський) | 8 | 0 | 0 | 8 | 16:46 | 0  |

Через карантинні заходи офіційні змагання у 2020 році не проводилися. 
| № | Команда                                 | І | В | Н | П | РМ    | О  |
| - | --------------------------------------- | - | - | - | - | ----- | -- |
| 1 | «Дружба» (Мачухи)                       | 8 | 6 | 0 | 2 | 28-8  | 18 |
| 2 | «Восход» (Вознесенськ)                  | 8 | 5 | 2 | 1 | 20-8  | 17 |
| 3 | «Колос» (Стовбина Долина)               | 8 | 3 | 1 | 4 | 10-14 | 10 |
| 4 | «Поділля-Мотор» (Кам'янець-Подільський) | 8 | 2 | 2 | 4 | 9-24  | 8  |
| 5 | «Нива» (Вишняки)                        | 8 | 0 | 3 | 5 | 8-19  | 3  |

### Чемпіони України з мотоболу
1. 1965 — «Вимпел» (Полтава)
2. 1966 — «Старт» (Київ)
3. 1967 — «Трудові резерви» (Дубровиця)
4. 1968 — «Автомобіліст» (Харків)
5. 1969 — «Прометей» (Дніпродзержинськ)
6. 1970 — «Прометей» (Дніпродзержинськ)
7. 1971 — «Восход» (Вознесенськ)
8. 1972 — «Космос» (Шахтарськ)
9. 1973 — «Нива» (Вишняки)
10. 1974 — «Стрий» (Стрий)
11. 1975 — «Нива (Вишняки)
12. 1976 — «Космос (Шахтарськ)
13. 1977 — «Автомобіліст (Вознесенськ)
14. 1978 — «Таврія (Нова Каховка)
15. 1979 — «Союз-3» (Єнакієве)
16. 1980 — «Поділля» (Кам'янець-Подільський)
17. 1981 — «Таврія» (Нова Каховка)
18. 1982 — «Колос» (Стовбина Долина)
19. 1983 — «Колос» (Стовбина Долина)
20. 1984 — «Трубник» (Нікополь)
21. 1985 — «Сільгосптехніка» (Кельменці)
22. 1986 — «Сільгосптехніка» (Кельменці)
23. 1987 — «Агропром» (Кельменці)
24. 1988 — «Колос» (Стовбина Долина)
25. 1989 — «Колос» (Стовбина Долина)
26. 1990 — «Зоря» (Руденківка)
27. 1991 — «Нива» (Вишняки)
28. 1992 — «Поділля» (Кам'янець-Подільський)
29. 1993 — «Поділля» (Кам'янець-Подільський)
30. 1994 — «Митник» (Кельменці)
31. 1995 — «Поділля» (Кам'янець-Подільський)
32. 1996 — «Поділля» (Кам'янець-Подільський)
33. 1997 — «Поділля-Адамс» (Кам'янець-Подільський)
34. 1998 — «Поділля-Адамс» (Кам'янець-Подільський)
35. 1999 — «Союз-3» (Єнакієве)
36. 2000 — «Космос» (Шахтарськ)
37. 2001 — «Космос» (Шахтарськ)
38. 2002 — «Космос» (Шахтарськ)
39. 2003 — «Союз-3 (Єнакієве)
40. 2004 — «Союз-3 (Єнакієве)
41. 2005 — «Вимпел» (Полтава)
42. 2006 — «Антрацит» (Кіровське)
43. 2007 — «Антрацит-1» (Кіровське) — за підсумками першого етапу, другий етап чемпіонату країни 2007 року не відбувся.
44. 2008 — «Союз-3» (Єнакієве)
45. 2009 — «Союз-3» (Єнакієве)
46. 2010 — «Антрацит» (Кіровське)
47. 2011 — «Союз-3» (Єнакієве)
48. 2012 — «Антрацит» (Кіровське)
49. 2013 — «Восход» (Вознесенськ)
50. 2014 — «Восход» (Вознесенськ))
51. 2015 — «Восход» (Вознесенськ)
52. 2016 — «Нива» (Вишняки)
53. 2017 — «Нива» (Вишняки)
54. 2018 — «Нива» (Вишняки)
55. 2019 — «Нива» (Вишняки)
56. 2020 — чемпіонат не проводився
57. 2021 — «Дружба» (Мачухи)